# 9K33
9K33 オサー（9К33 Оса：ロシア語で「スズメバチ」の意）、NATOコードネーム SA-8 ゲッコー（Gecko：ヤモリの意）は、ソビエト連邦の短距離防空ミサイルである。

## 開発
1960年代に、最前線で陸上部隊の援護を行う機動性の高い短距離対空ミサイルとして、陸・海・空軍共用のシステムを目指して開発が始まった。
開発過程でシステムの互換性は大きく失われたが、陸上型は1971年に量産を開始。翌1972年にソ連陸軍への配備が始まった。

## 構造
9K33の発射システムは、車体中央部の全周式ターレットに一体化した発射装置と管制装置が搭載された自己完結性の高いシステムである。システムは、中央前部に目標追尾レーダー、左右にミサイル管制レーダーがあり、その後方にミサイル発射装置、さらにその上部に回転式の目標捜索レーダーを搭載する。捜索レーダーは単独での回転が可能で、探知距離は30km。目標追尾レーダーは最大探知距離25km、有効探知距離20kmの能力を有する。
搭載車両は、リハチョフ記念工場傘下のブリャンスク自動車工場で開発されたBAZ-5937である。BAZ-5937は、オフロード走行を考慮して6輪駆動となっており、舟形の車体は非武装だが浮行可能で、水上移動はウォータージェットによって行う。
搭載する地対空ミサイル9M33は、1段式の固形燃料ロケットで、無線指令誘導方式で飛行するが、ECM対策用の光学追尾装置も有する。目標が高速か低速かで性能は変わるが、有効射程は1,500-10,000m（高速目標）/2,000-6,500m（低速目標）、有効射高は25-5,000m（高速目標）/10-5,000m（低速目標）。1両の9K33に搭載するミサイルは発射装置の6発のみであり、車内に予備弾は搭載しない。再装填は、同じBAZ-5937を基に開発したTZM補給車両で行う。TZMは32発の9M33を搭載する。

## 運用
ソ連地上軍に大量に配備されたほか、東欧のワルシャワ条約機構加盟国をはじめとする東側諸国にもまとまった数が輸出され、現在でもシリアやヨルダンなど20ヶ国近くの軍隊で運用されている。中東の複数の紛争や湾岸戦争で実戦に用いられたほか、南オセチア紛争では、ロシア陸軍とグルジア陸軍が互いに9K33を用いている。
生産は1998年に終了しているが、後継車両となる9K330 トール（NATOコードネーム：SA-15 ゴーントリト）の生産・配備が進んでいないため、現在も多数が現役である。
ロシアによる2022年のウクライナ侵攻においても実戦投入されていることが確認されている。

## 派生型

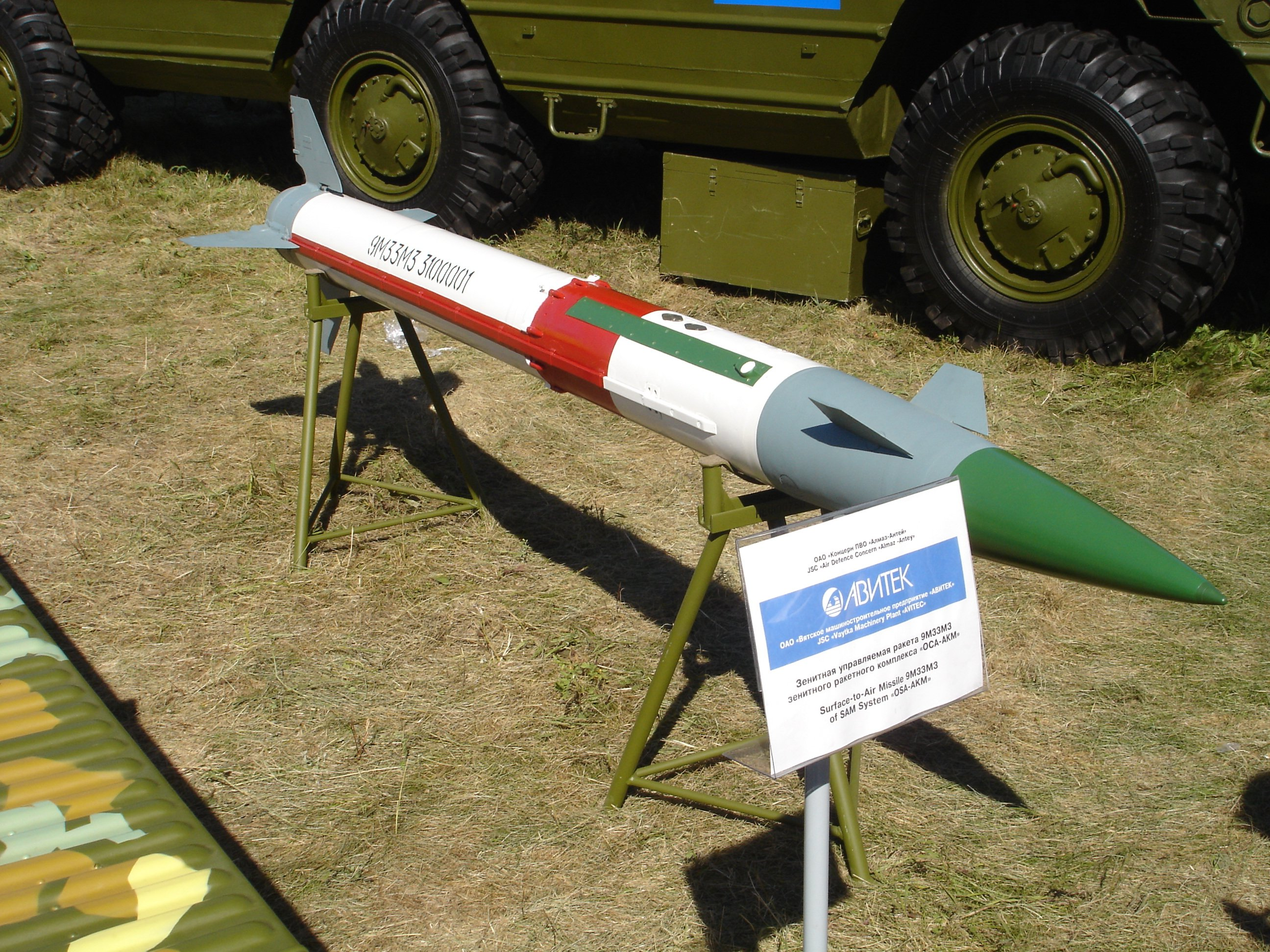
9K33が使用する9M33ミサイル。画像は改良型の9M33M3

9K33 オサー（SA-8A）
基本型。
9K33M オサーM（SA-N-4）
9K33の艦対空ミサイルバージョン。
9K33M2 オサーAK（NATOコードネーム：SA-8B ゲッコーMod0）
1975年から部隊配備開始。ミサイル発射筒が密閉型になっている。
9K33M3 オサーAKM（NATOコードネーム：SA-8B ゲッコーMod1）
最大射程15km、電波妨害に対処するために有線誘導（光ファイバー）のミサイルを発射できる。

## 運用国
- アルジェリア - 24基
- アルメニア - 80基

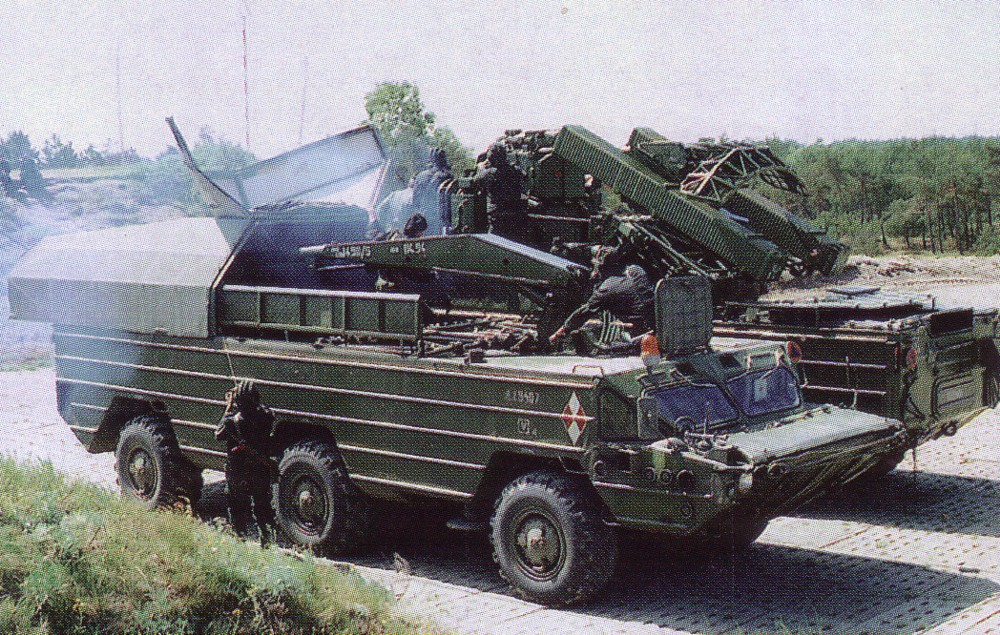
ポーランド陸軍で運用される9K33（奥）とTZM（手前）

- アゼルバイジャン - 2024年時点で、アゼルバイジャン陸軍が9K33-1Tを保有[3]。
- ベラルーシ - 9K33、9K37 ブーク、S-300、9K35 ストレラ-10と共に計350基を保有。
- ブルガリア - 2024年時点で、ブルガリア陸軍が24基の9K33を保有[4]。
- キューバ - 数基がアンゴラに派遣され、南アフリカ空軍に対する防空任務に従事したとされている[5]。
- エクアドル
- ジョージア
- ギリシャ - 39基
- インド - 2024年時点で、インド空軍が9K33M3を保有[6]。
- ヨルダン
- リビア - 20基
- ポーランド - 64基
- ルーマニア - 24基
- ロシア - 550基[7]
- シリア - 60基
- トルクメニスタン - 2024年時点で、トルクメニスタン陸軍が40基の9K33を保有[8][9]。
- ウクライナ
- ヒズボラ

### 退役した国
- チェコスロバキア - チェコ陸軍に継承された。
- チェコ - 2006年に全基が退役。
- 東ドイツ - ドイツ再統一により退役し、ギリシャに売却された。
- クウェート - 湾岸戦争時に全基がイラク陸軍に接収された。
- ソビエト連邦 - ソビエト連邦の崩壊後、それぞれの国に継承された。
- ユーゴスラビア - 分裂後、それぞれの国に継承された。

## 登場作品

### ゲーム
『エースコンバット アサルト・ホライゾン』
SRNが使用する。
『フィクショナル・トルーパーズ』
エストビア連邦軍の対空車両として登場する。
『大戦略シリーズ』
『マーセナリーズ』
北朝鮮反乱軍の対空車両として登場する。
『マーセナリーズ2 ワールド イン フレームス』
PS2版のみ登場。ベネズエラ軍が使用。

『Wargame:red dragon』
WTO陣営各国に登場する。